# یانیس دالینش
یانیس دالینش (لتونیایی: Jānis Daliņš؛ ۵ نوامبر ۱۹۰۴ – ۱۱ ژوئن ۱۹۷۸) دونده پیاده‌روی سرعت اهل لتونی بود.
وی در مسابقات کشوری و بین‌المللی در مجموع برندهٔ ۱ مدال طلا، ۱ مدال نقره شده‌است.